# De viris illustribus urbis Romae
Die anonyme Schrift De viris illustribus urbis Romae (deutsch: Berühmte Männer der Stadt Rom) bietet als einziges Werk der lateinischen Literatur einen Abriss der römischen Geschichte in Form von 86 Kurzbiographien von der Stadtgründung bis zum Prinzipat des Augustus. Anders als der Titel nahelegt, haben aber nicht nur berühmte Feldherren und Politiker Berücksichtigung gefunden, sondern auch illustre Frauengestalten (13: Cloelia; 46: Claudia; 86: Kleopatra) und herausragende Feinde Roms (42: Hannibal; 54: Antiochos III.; 76: Mithridates VI.). Ein Unterschied zwischen Römern und Nicht-Römern oder positiven und negativen Figuren ist nicht erkennbar. In Typus und Struktur fügt sich die Schrift am besten in den Kontext der spätantiken Breviarien des 4. Jahrhunderts (Periochae, Eutropius, Rufius Festus u. a.) ein, so dass eine Abfassung in der ersten Hälfte des 4. Jahrhunderts plausibel erscheint.
Der biographische Charakter der Viri illustres ist am deutlichsten in den Viten der sieben Könige sichtbar, bei denen Abstammung und Thronbesteigung, innere und äußere Leistungen sowie abschließend das Lebensende die leitenden Gesichtspunkte bilden. Der Schwerpunkt innerhalb der 'republikanischen' Biographien liegt dagegen auf den Leistungen der einzelnen Figuren und Personen für die res publica Romana. So sind Triumphe sowie Auszeichnungen durch den Staat, sei es zu Lebzeiten in Form von Goldkränzen, Land und Statuen, sei es nach dem Tod durch Staatsbegräbnis und Staatstrauer, oft vermerkt. Den Leitfaden bildet im Einzelfall der jeweilige cursus honorum, doch ist dieses Prinzip nicht konsequent durchgehalten. Die individuelle Charakterzeichnung ist durchgängig auf sparsame Notizen oder exemplarische dicta und facta reduziert. Die Viri illustres repräsentieren damit singulär den Typ der sogenannten Exempla-Biographie.

## Aufbau und Sprache
Die Anordnung bzw. Abfolge der einzelnen Kapitel folgt im Wesentlichen der historischen Chronologie, welche im Einzelfall aber von genealogischen oder anderen sachlichen Bezügen überlagert bzw. von groben Verstößen durchbrochen wird. Dem knapp informierenden Charakter der Schrift entsprechen der einfache Stil und die unprätentiöse Sprache. Kennzeichnend ist ein Stil, der auf längere Satzperioden und ausführlichere Hypotaxen verzichtet. Auffällig sind asyndetische Aufzählungen und Satzkola, deren Gerafftheit teilweise zu logischen Inkonzinnitäten geführt hat. Charakteristisch für den mangelnden Stilisierungswillen ist ferner der Gebrauch stereotyper Phrasen und Termini technici, im Einzelfall auch die Wiederholung einzelner Konjunktionen, längerer Passagen und vereinzelt auch ganzer Sätze. Insgesamt ist dem Text die Anlehnung an die klassische Latinität nicht abzusprechen, doch sind sprachliche und stilistische Ungereimtheiten sowie Elemente eines späteren Sprachgebrauchs nicht zu übersehen.